# Pasaporte israelí

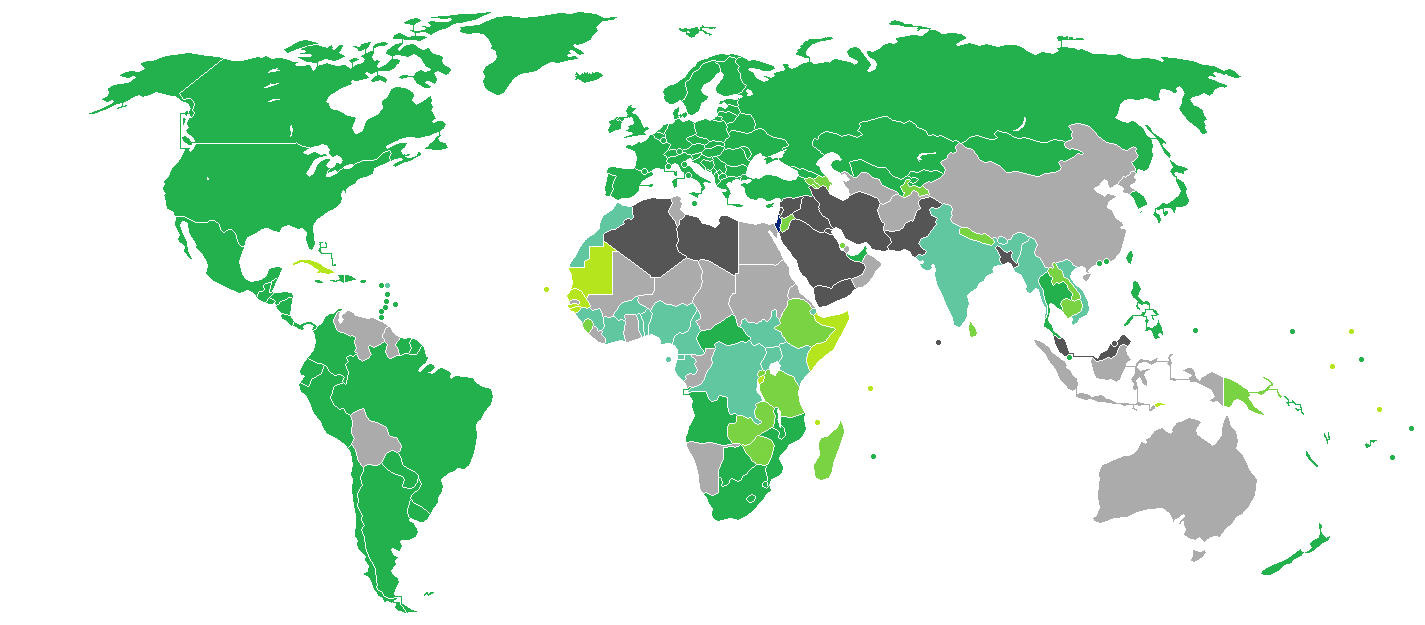
Requerimientos de visado para ciudadanos de Israel por país: en verde son aceptados, en negro son rechazados.

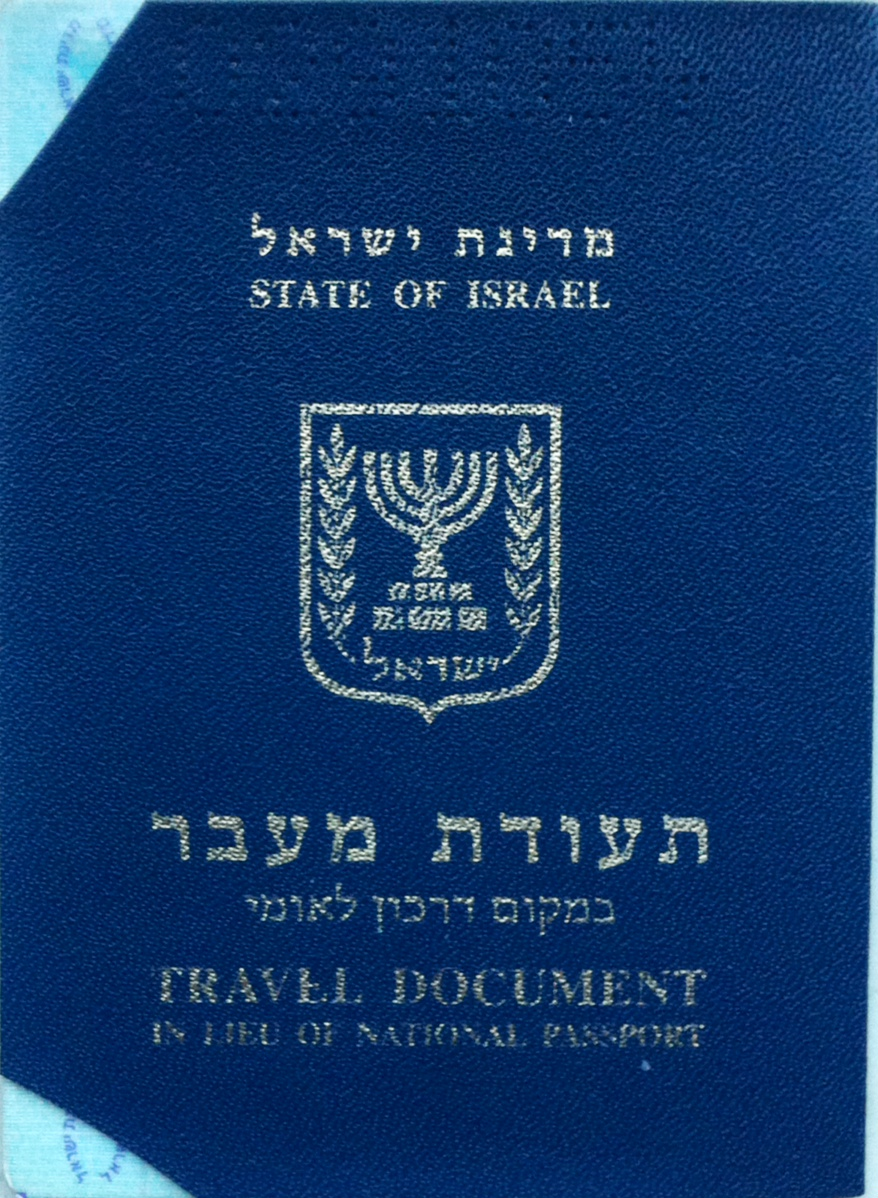
Portada del documento de viaje israelí.

El pasaporte israelí (en hebreo: דרכון ישראלי) es un documento expedido a ciudadanos israelíes que les permite viajar fuera de Israel. Según el Índice de Restricciones de Visas 2018, los ciudadanos israelíes tienen visa o acceso de visa a su llegada en 150 países y territorios, clasificando éste pasaporte como el número 23 en términos de libertad de viaje. Los ciudadanos israelíes pueden tener pasaportes de otros países, pero deben usar el pasaporte israelí para entrar y salir de Israel. Esta regulación se introdujo oficialmente en 2002.

## Historia
Los pasaportes israelíes comenzaron a emitirse en 1948, después de la Declaración de independencia de Israel y estaban escritos en idioma hebreo y francés. Al principio no se definieron como un pasaporte sino como un documento de viaje, con una validez inicial de dos años; esto cambió en 1952 cuando Israel presentó el primer documento de viaje como pasaporte, y se emitió a finales de ese año. El primer documento de viaje fue emitido a Golda Meir, quien en ese momento trabajaba para la Agencia Judía y pronto se convertiría en el embajador de Israel en la URSS.
Los primeros pasaportes israelíes tenían la limitación: "Válido para cualquier país excepto Alemania". Un ciudadano que deseaba visitar Alemania debía solicitar que se borraran de su pasaporte las palabras "excepto Alemania". Esto se hacía manualmente dibujando una línea a través de estas palabras. Después de la firma del Acuerdo de reparaciones entre Israel y Alemania Occidental en 1952, la limitación fue retirada y los pasaportes se volvieron "válidos para todos los países".
El 30 de marzo de 1980, el ministro del Interior emitió nuevas reglamentaciones que exigían que los pasaportes israelíes utilizaran el hebreo y el inglés, en lugar del hebreo y el francés. Entonces, los textos en francés fueron reemplazados por textos en inglés. En 2006, un pasaporte israelí fue aceptado para su identificación en las elecciones generales. Hasta entonces, solo se aceptaba una tarjeta de identidad interna para este fin. Desde 2013, se han introducido los pasaportes biométricos, en línea con los estándares utilizados por los Estados Unidos, la Unión Europea y otros países. Para obtener un pasaporte biométrico, el solicitante debe acudir a una oficina del Ministerio del Interior "para ser fotografiado por una cámara especial.

## Documento de viaje
Israel puede emitir un documento de viaje (en hebreo: תעודת מעבר teudat ma'avar) a una persona que no tenga un pasaporte israelí o extranjero que le permita a la persona entrar y salir del país. Los titulares de un documento de viaje no tienen derecho a la misma entrada sin visado a ciertos países como titulares de un pasaporte israelí estándar, ya que muchos países no aceptan el documento de viaje para fines de viaje o identificación. El uso de un documento de viaje para salir de Israel no le autoriza a entrar en otro país ni a regresar a Israel.

## Requisitos de visado
Bajo la ley israelí, los países de Irán, Pakistán, Irak, Libia, Líbano, Arabia Saudita, Siria y Yemen no pueden ser visitados por ningún ciudadano israelí sin un permiso especial emitido por el Ministerio del Interior israelí. Esto no se aplica a los titulares de doble nacionalidad, ya que son libres de viajar a los países antes mencionados en sus otros pasaportes.